# Star Screen Award/Beste Stuntregie
Der Star Screen Award Best Action ist eine Kategorie des indischen Filmpreises Star Screen Award.
Der Star Screen Award Best Action wird von einer angesehenen Jury der Bollywoodfilmindustrie gewählt. Die Gewinner werden jedes Jahr im Januar bekanntgegeben. 
Akbar Bakshi und Tinu Verma haben diesen Preis schon dreimal in Empfang genommen.
Liste der Gewinner:
| Jahr | Film                       | Gewinner                           |
| ---- | -------------------------- | ---------------------------------- |
| 1995 | kein Preis                 | kein Preis                         |
| 1996 | Sabse Bada Khiladi         | Akbar Bakshi                       |
| 1997 | Khiladiyon Ke Khiladi      | Akbar Bakshi                       |
| 1998 | Border                     | Biku Verma & Tinu Verma            |
| 1999 | Soldier                    | Akbar Bakshi                       |
| 2000 | Arjun Pandit               | Tinu Verma                         |
| 2001 | Mission Kashmir            | Allan Amin                         |
| 2002 | Gadar: Ek Prem Katha       | Tinu Verma                         |
| 2003 | Awaara Pagal Deewana       | Philip MS & Abbas Ali Mughal       |
| 2004 | Qayamat: City Under Threat | Allan Amin                         |
| 2005 | Yuva                       | Vikram Dharma                      |
| 2006 | Apaharan                   | Jai Singh Nijjar                   |
| 2007 | Krrish                     | Tony Ching Siu Tung & Sham Kaushal |
| 2008 | Apne                       | Tinu Verma                         |